# Geoff Downes
Geoff Downes es un tecladista de rock británico.

## Biografía
Geoffrey Downes nació el 25 de agosto de 1952 en Stockport, Gran Mánchester, Inglaterra. Fue hijo de una pareja de músicos -su padre era organista en una iglesia y su madre pianista-, por lo que desde pequeño tuvo interés por la música y en especial por los teclados. Desde joven tocó en varias bandas de su localidad natal así como en el grupo de música de su colegio en Leeds. Tras graduarse se mudó a Londres, donde trabajó como músico de estudio y grabó algunos "jingles".
En 1976 conoció a Trevor Horn en una audición para la banda de pop de Tina Charles. Continuaron trabajando juntos, y Downes formó parte eventualmente con The Buggles -e incluso grabó el éxito "Video Killed the Radio Star"-. En 1977 toca en directo junto a Gary Boyle en un show que fue publicado en 2004 como "Live at the BBC" por Isotope y Gary Boyle.
El éxito de The Buggles hace que Downes y el ya citado Horn entren a formar parte en Yes para el álbum Drama y su tour de presentación. Cuando el grupo se separó, a comienzos de 1981, Downes se une a Steve Howe, Carl Palmer y John Wetton en un proyecto que fue llamado Asia. El éxito del grupo fue inmediato, no en vano fue concebido como una superbanda. A partir de aquí Downes ha dedicado prácticamente toda su carrera al grupo, e incluso durante varios años de la década de los 90 fue el único miembro fundador que se encontraba en Asia.

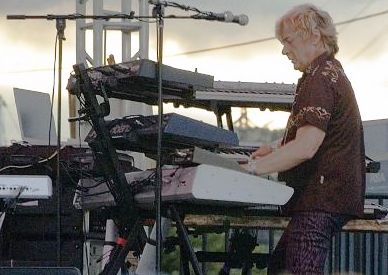
Con Asia. 2006.

En los últimos años Wetton ha trabajado en un proyecto en solitario con Downes. Además, ha colaborado con muchos artistas como músico invitado. En 2005 participa en el proyecto en solitario del exmiembro de Yes Alan White. En 2006 se anuncia la reunión de la alineación original de Asia, la cual incluirá probablemente tanto gira en directo como nuevo disco de estudio.
En 2011 Downes es reclutado por Yes para el nuevo disco Fly from Here, así se materializa su regreso a la banda después de 30 años, junto a su amigo y excompañero de banda en The Buggles y Yes, Trevon Horn, quién será una vez más el productor del nuevo trabajo de la banda.

## Discografía

### Álbumes
- The Light Program (1986)
- Vox Humana (1992)
- Evolution (1993)
- The Work Tapes (con Glenn Hughes) (1998)
- The World Service (1999)
- Wetton/Downes (con John Wetton) (2001)
- Shadows & Reflections (2003)
- Icon (con John Wetton) (2005)

### EP
- Heat Of The Moment '05 (con John Wetton) (2005)